# Waikaretāheke River
Der Waikaretāheke River ist ein Fluss in der Region Hawke’s Bay auf der Nordinsel von Neuseeland.

## Geographie
Der Waikaretāheke River entsteht mit dem Abfluss des Lake Waikaremoana an seiner südsüdöstlichen Seite, wobei der größte Teil des abfließenden Wassers über Röhren zum Kraftwerk am Lake Kaitawa, von dort zum Kraftwerk am Lake Whakamarino und weiter zum Kraftwerk bei der kleinen Siedlung Piripua, 6 km südöstlich des Abflusses des Lake Waikaremoana, geleitet wird. Ein kleiner Teil des abfließenden Wassers verbleibt bis dorthin als Rinnsal im Flussbett des Waikaretāheke River. Von Piripua fließt der Waikaretāheke River bevorzugt in südöstliche Richtung, bis er rund 4,8 km nördlich seines Mündungsgebietes in großen Schleifen seine Flussrichtung nach Süden ändert. Nach insgesamt 32 Flusskilometer mündet er dann rund 12,5 km westnordwestlich des kleinen Ortes Frasertown in den Waiau River.
Der New Zealand State Highway 38 kreuzt den Fluss kurz nach seiner Entstehung und begleitet ihn ab Piripua rechtsseitig und später linksseitig, bis kurz vor seiner Mündung in den Waiau River.

## Geologie
Als vor rund 2200 Jahren zwei gewaltige Erdrutsche mit Millionen von Tonnen Sand- und Schluffstein einen Keil von etwa 8 km Länge und 4 km Breite bildeten und den Waikaretāheke River blockierten, bildete sich in Folge der Lake Waikaremoana, der heute mit 256 m zu den tiefsten Seen Neuseelands gehört.